# Пистолет

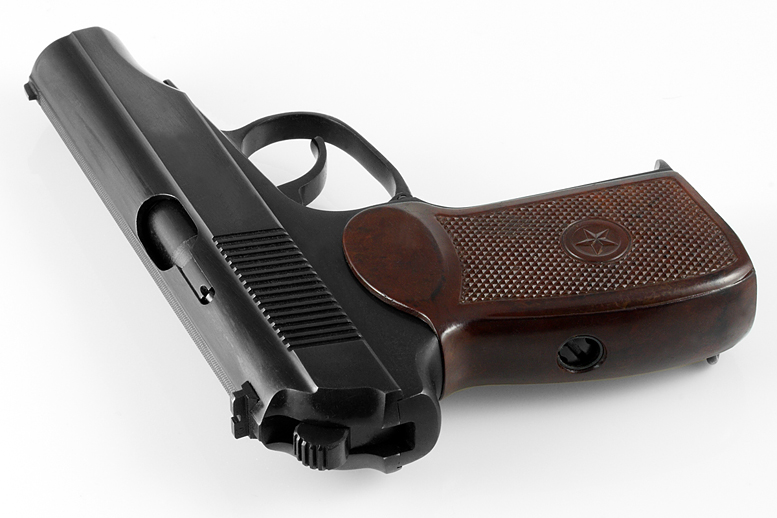
Пистолет Макарова (ПМ)

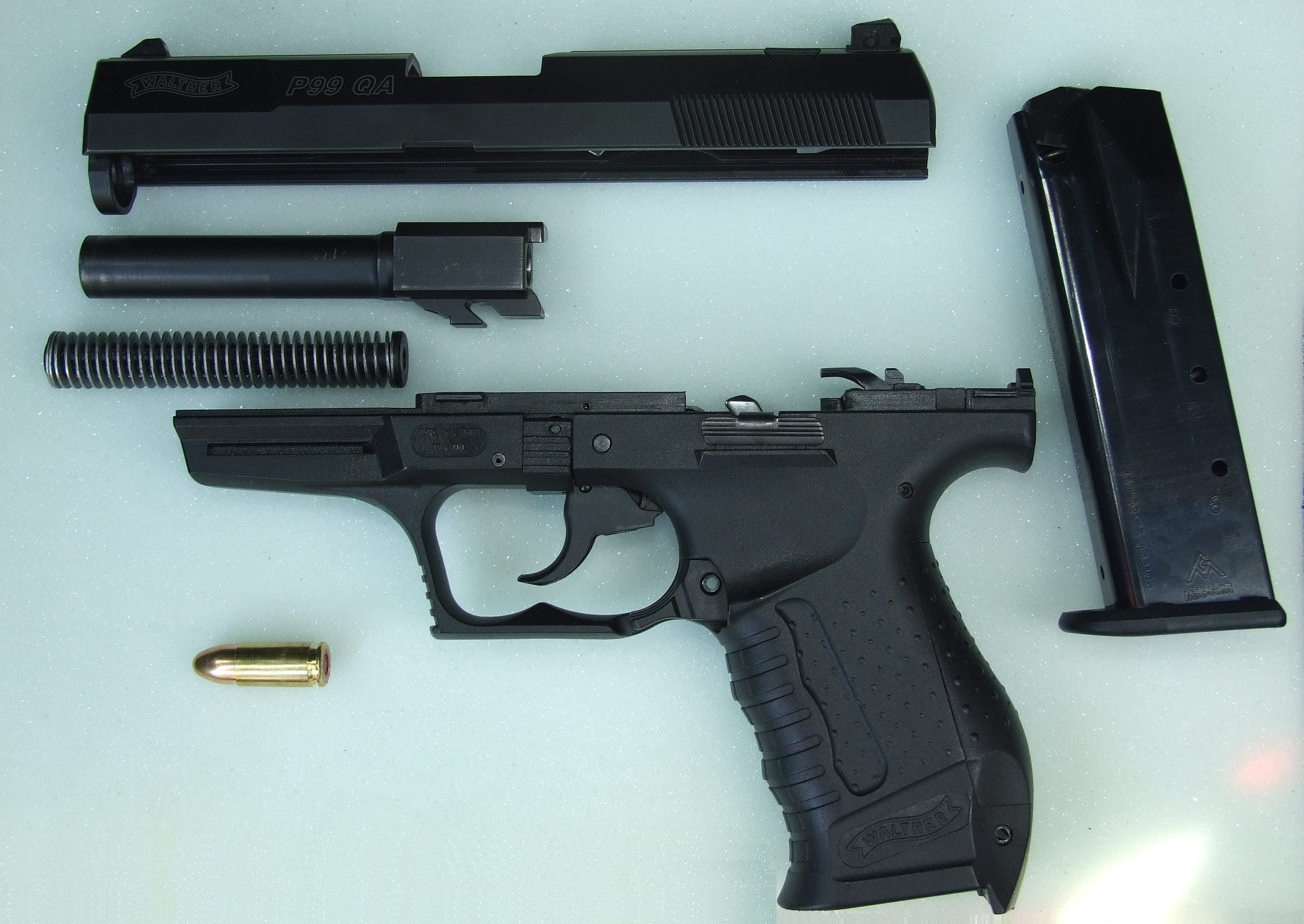
Пистолет «Вальтер П99» в разобранном виде

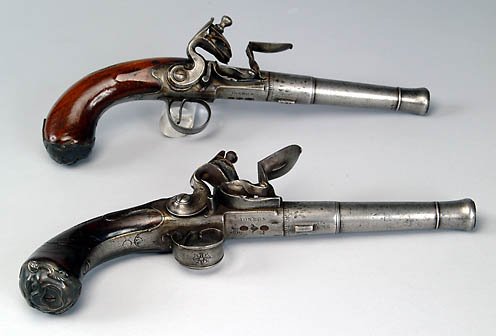
Пистолеты с ударно-кремнёвым замком

Пистоле́т (фр. pistolet ← фр. pistole от чеш. píšťala «пищаль, дудка») — ручное короткоствольное стрелковое оружие, предназначенное для поражения целей (живой силы и других) на дальности до 25—50 метров.
Бывает как огнестрельным, так и пневматическим, травматическим, газовым, сигнальным и охолощённым. Ранние пистолеты были, как правило, однозарядными, с гладким или нарезным стволом. Современные пистолеты в большинстве своем самозарядные, нарезные, со значительным магазином (от 5—7 до 15—20 и более патронов).

## История

### Пистолеты XV—XIX веков

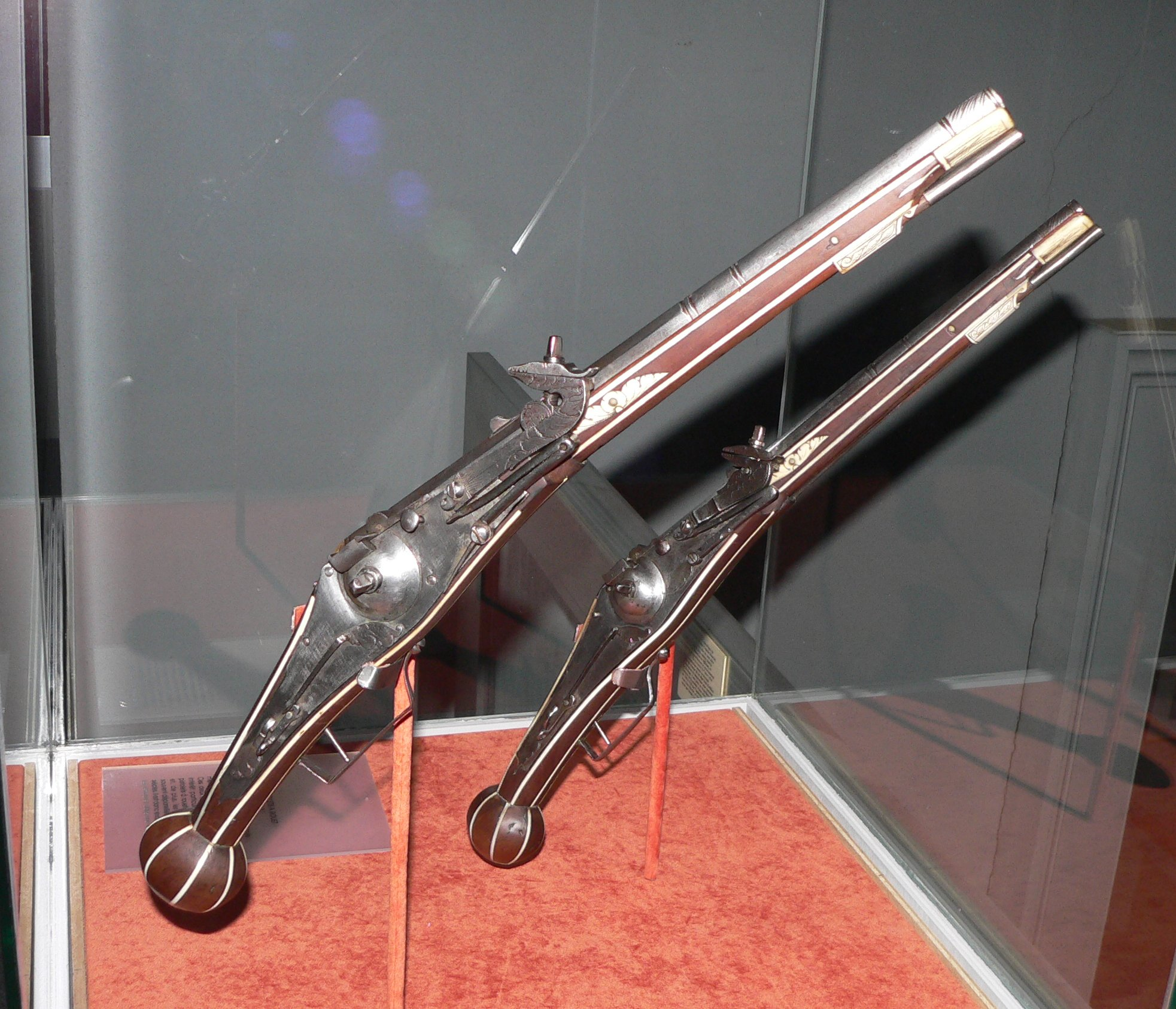
Кавалерийский и обычный колесцовые пистолеты

Первые пистолеты появились в XV веке. Они представляли собой насаженный на деревянную колоду короткий ствол с фитильным замком. Леонардо да Винчи изобрёл колесцовый замок для пистолета (заводившийся ключом) — это единственное его изобретение, получившее признание при жизни.
Пистолеты того времени были весьма различны по устройству и назначению. Короткие пистолеты (пуфферы) применялись для стрельбы в упор. Длинные кавалерийские пистолеты имели достаточную поражающую способность на дальности до 30—40 метров по незащищённой цели. Обычные пистолеты с колесцовым или кремнёвым замками, могли пробить стальной доспех толщиной до 3 мм, при условии выстрела в упор. Более длинные рейтарские пистолеты вероятно могли пробивать более тяжелые доспехи. Скорость пистолетных пуль была в пределах 300—350 м/с, а кинетическая энергия в пределах 1000 Дж. Техническая точность гладкоствольных пистолетов позволяла поразить мишень 30 на 30 см с расстояния 30 метров, что ненамного хуже кучности современных пистолетов Глок.
В XVII—XVIII веках колесцовый замок был вытеснен ударно-кремнёвым, менее надёжным в плане осечек, но зато более простым в заряжании, более дешёвым и не боящимся грязи; в первой половине XIX века последний сменился капсюльным или пистонным замком.

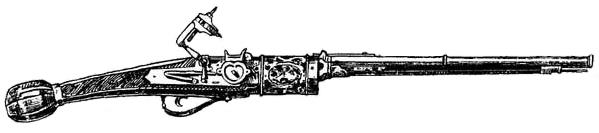
Шестизарядный револьвер с колесцовым замком (~1590 год)

Так как кремнёвый пистолет был однозарядным, то делались различные попытки увеличить скорострельность пистолета. Это приводило к появлению двуствольных и даже многоствольных образцов. Уже в XVI веке был изобретён револьвер (то есть пистолет с барабаном — один из первых образцов русской работы начала XVII века хранится в Оружейной палате).

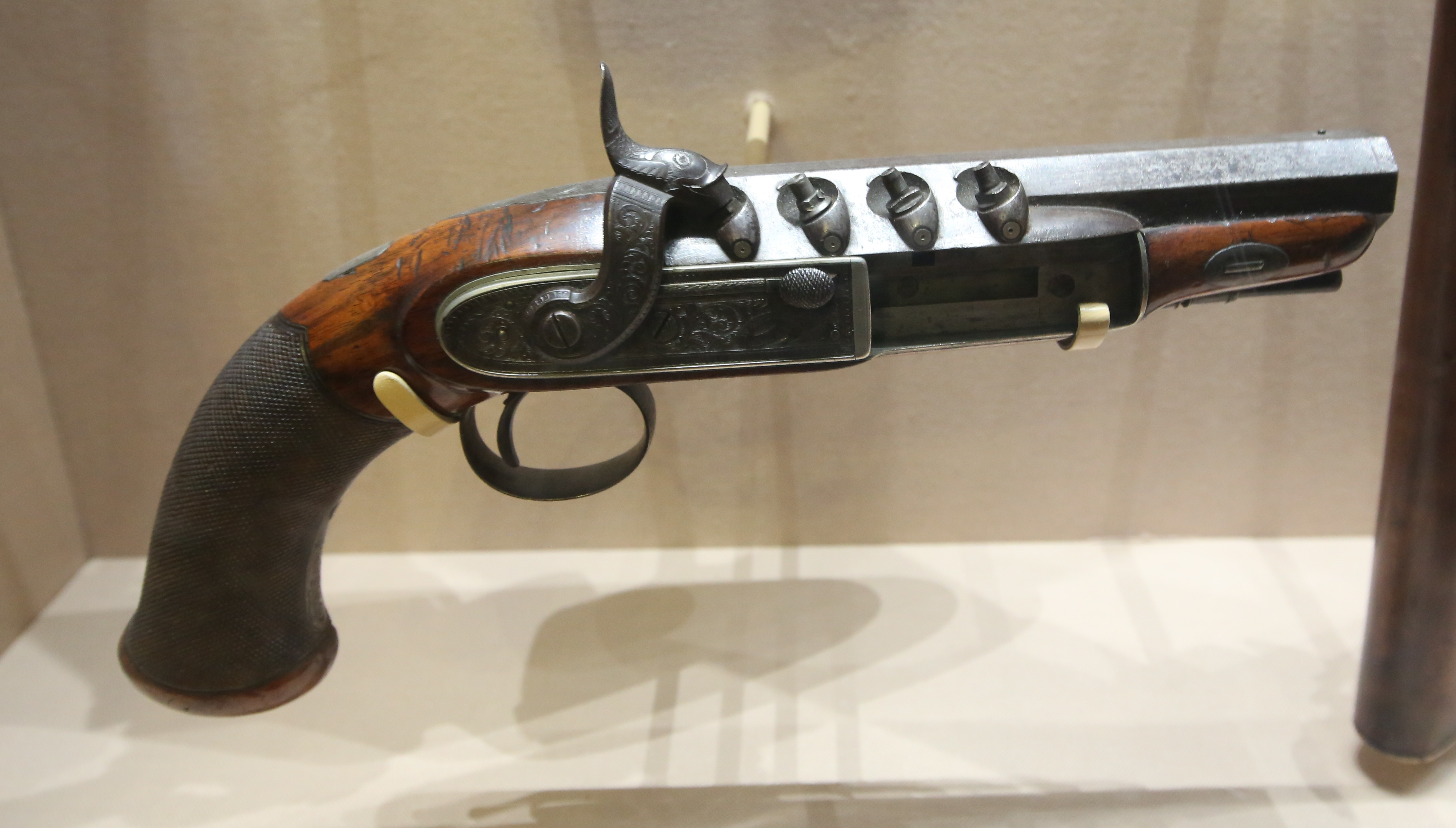
Британский пистолет-эспиньоль первой половины XIX века

Однако он не получил распространения, поскольку был очень дорог, сложен в изготовлении и громоздок, пороховые газы в нём часто вырывались наружу, и при этом он не обеспечивал главного преимущества позднейшего револьвера — непрерывной стрельбы (ввиду особенностей кремнёвого замка, требовавшего после каждого выстрела подсыпать порох на полку). Чаще всего однозарядные пистолеты изготовлялись и носились парами, что позволяло сделать по крайней мере два выстрела один за другим.
Позже для большей точности выстрела в стволе пистолета выполнялись нарезы, что позволяло пуле вращаться в полёте и попадать точно в цель. Такая технология преобладает в наши дни.

### Дуэльноеоружие
К началу XIX века, с уходом шпаги из повседневного обихода, однозарядные пистолеты стали основным дуэльным оружием.
Из пистолетных мастеров наполеоновской эпохи особенно славился Жан Ле Паж (Лепаж), на пистолетах которого стрелялись герои Пушкина («Лепажа ство́лы роковые…») и сам Пушкин, кроме своей последней роковой дуэли. С Дантесом Пушкин стрелялся из пистолетов дрезденского мастера Карла Ульриха, принадлежавших французскому посланнику Баранту. Из этих же пистолетов брат Баранта Эрнест через три года стрелялся с Лермонтовым. Ныне они хранятся в Музее почт в Гренобле (Франция). Пистолеты Ульриха в отличие от Ле Пажа были не кремнёвые, а более совершенные — капсюльные.
В XX веке на дуэлях продолжали использовать однозарядные пистолеты старого образца, c капсюльным замком — в остальных областях жизни они давно были вытеснены револьверами и автоматическими пистолетами.

### Самозарядные пистолеты

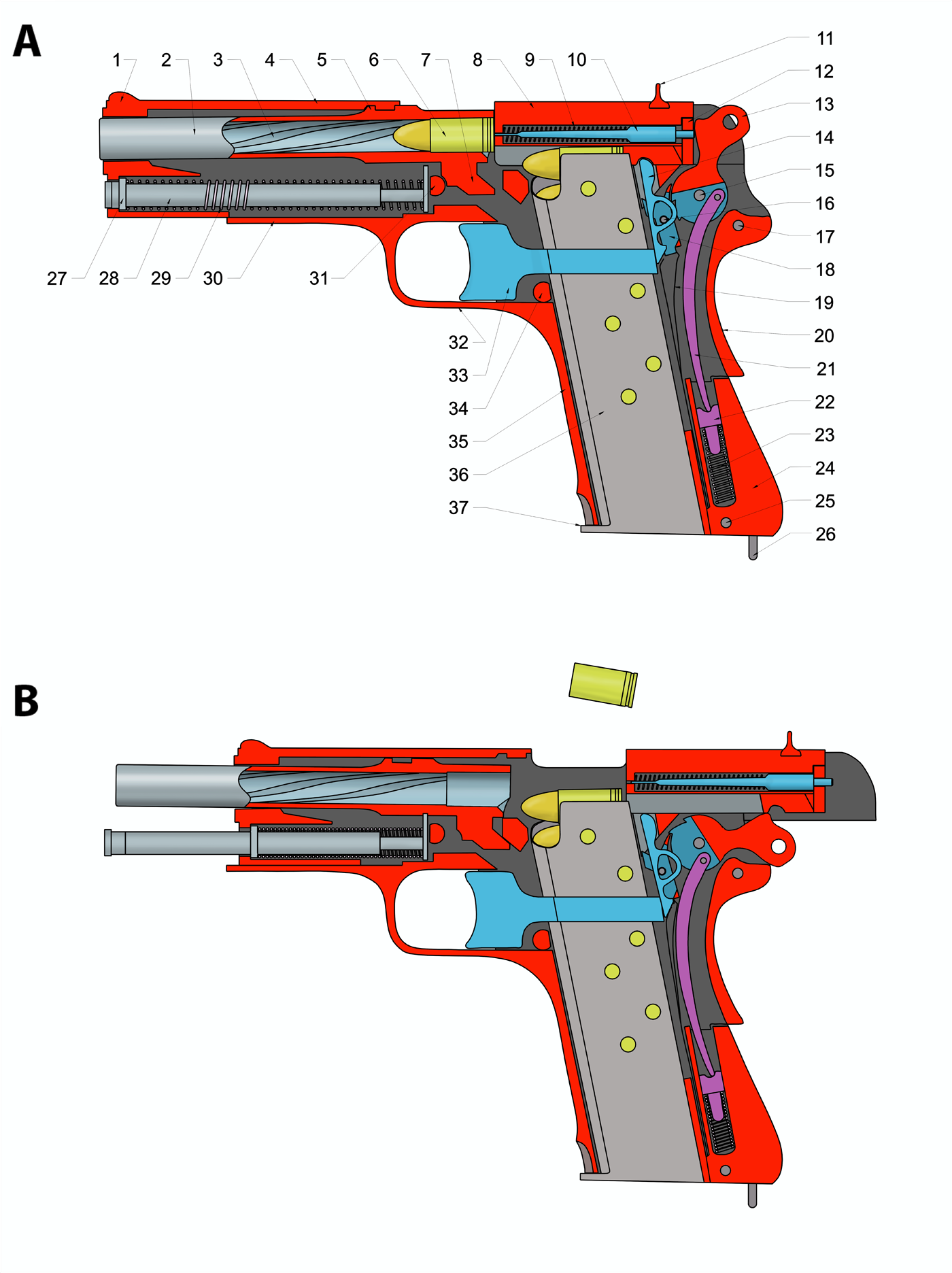
Пистолет Вис.35 — автоматика с коротким ходом ствола

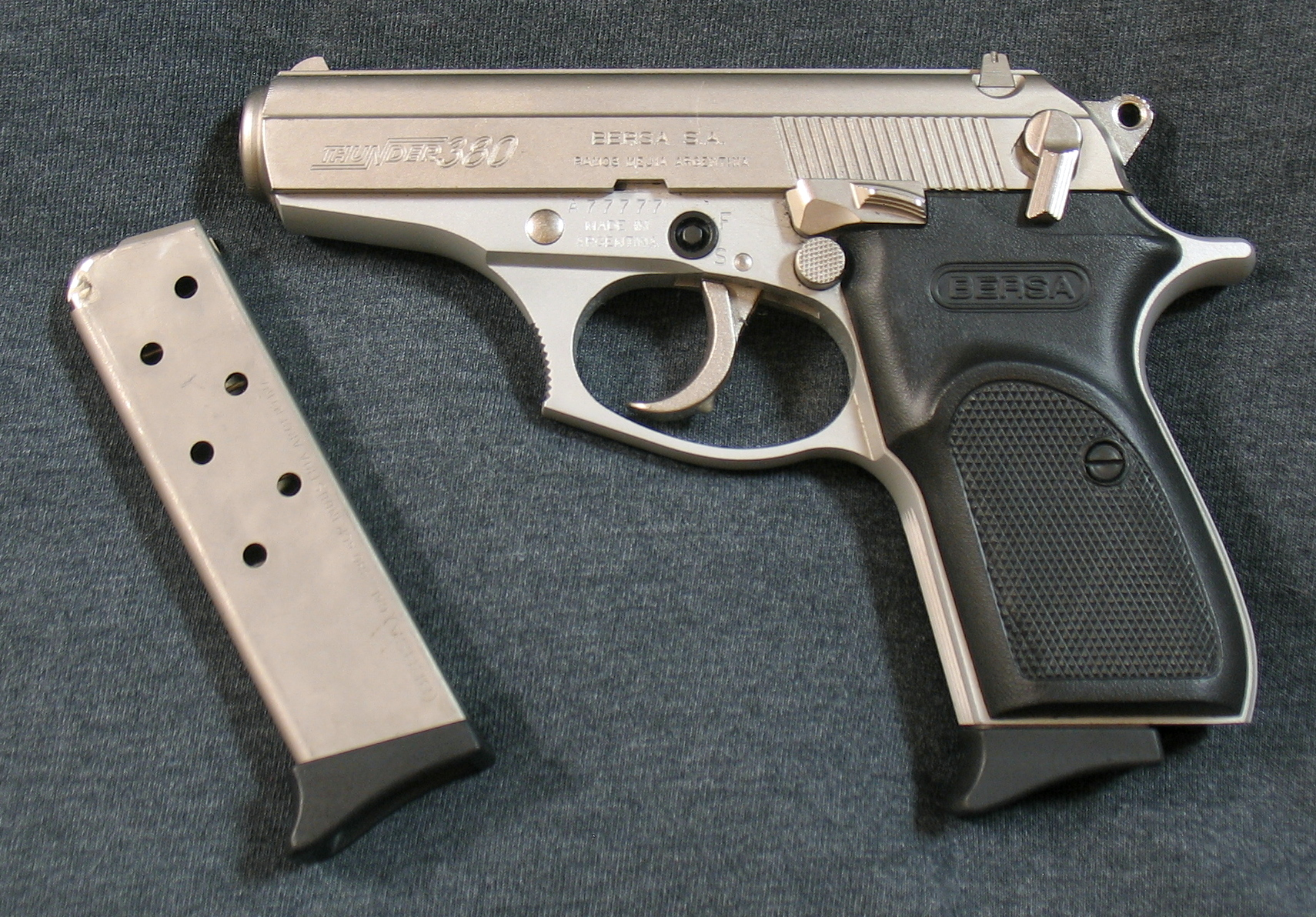
Пистолет Bersa Thunder 380

Самозарядные пистолеты автоматически осуществляют процесс перезаряда, используя энергию пороховых газов. Этим они отличаются от неавтоматических пистолетов и револьверов, в которых механизмы перезаряда приводятся в действие при помощи мускульной силы стрелка.
В конце XIX века предпринимаются многочисленные попытки создать такой пистолет. К началу XX века были разработаны модели Luger P08 и Mauser C96. В 1909 году на вооружение австро-венгерской кавалерии был принят самозарядный пистолет Roth-Steyr M1907. Это был первый случай принятия на вооружение самозарядного пистолета крупным военным формированием.
В период между мировыми войнами самозарядные пистолеты получают преобладание над револьверами, которые снимаются со штатного вооружения в армии и полиции большинства стран и оттесняются в область, главным образом, оружия самообороны.
В настоящее время, самозарядными является абсолютное большинство современных пистолетов. Бесспорными преимуществами пистолетов перед револьверами являются начальная скорость пули, более высокий темп стрельбы за счет уменьшения спускового усилия.
У самозарядных пистолетов автоматизирован только процесс перезаряжания и взведения ударно-спускового механизма; спуск производится вручную. За рубежом самозарядные пистолеты с функцией ведения одиночного огня называются полуавтоматическими (англ. Semi-automatic pistol).

### Автоматические пистолеты
Некоторые самозарядные пистолеты обладают также способностью вести полностью автоматический огонь (советский АПС, российский СПС «Гюрза», австрийский Глок-18) или огонь очередями постоянной длины (итальянский Беретта 93R), однако эта возможность используется достаточно редко, так как малая масса пистолета приводит к большому рассеиванию пуль при стрельбе, а в случае увеличения массы и, часто, размеров, оружие переходит в класс пистолетов-пулемётов. Одним из самых маленьких автоматических пистолетов стал пистолет «Колибри».
За рубежом пистолеты, имеющие возможность вести непрерывный огонь, называются машинными (англ. Machine pistol). В российской терминологии — автоматическими или самострельными.

### Спортивно-целевые пистолеты

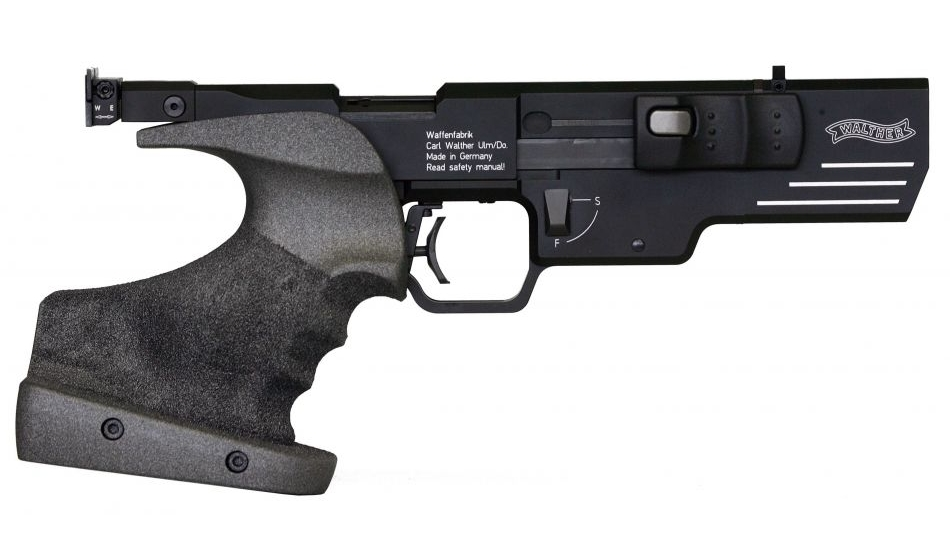
Спортивный пистолет

Спортивно-целевой пистолет — пистолет для спортивной стрельбы по круглой мишени. Бывают однозарядными и многозарядными, чаще всего используют патрон кольцевого воспламенения малого калибра (5,6 мм), как, например, пистолеты МЦ-55 или ТОЗ-35. Отличаются повышенной точностью изготовления, регулируемыми прицельными приспособлениями, облегченным спуском, приспособлениями для балансировки, «анатомическими» рукоятями, изготавливаемыми индивидуально по руке стрелка.